# Julián Urrizola
Julián Fernando Urrizola Arpide (* 1. Juni 1950) ist ein ehemaliger chilenischer Fußballspieler. Der Mittelfeldspieler absolvierte drei Länderspiele für Chile. 

## Karriere

### Verein
Julián Urrizola begann seine Profikarriere 1969 bei Deportes Concepción. 1975 wechselte der Mittelfeldspieler zum amtierenden Meister CD Huachipato und spielte in der Copa Libertadores 1975, in der Urrizola mit seinem Klub in der ersten Gruppenphase als Zweiter hinter Ligakonkurrent und dem späteren Finalisten Unión Española ausschied. 1979 schloss er sich dann dem Klub spanischer Einwanderer an, für den er drei Jahre auflief und 1981 seine Karriere beendete.

### Nationalmannschaft
Julián Urrizola debütierte im August 1971 unter dem Trainerduo Luis Vera/Raúl Pino beim 1:0-Erfolg in der Copa del Pacífico gegen Peru, als er für Gustavo Viveros eingewechselt wurde. Vier Jahre später kamen noch zwei weitere Länderspiele in der Copa Juan Pinto Durán 1975 gegen Uruguay hinzu.